# Сонячне (Ніжинський район)
Со́нячне (до 2024 року — Перше Травня) — село в Україні, у Бахмацькій міській громаді Ніжинського району Чернігівської області.

## Історія
Село засновано у 1850 році.
До 1930 року село називалося хутір Васавульський.
Село постраждало внаслідок геноциду українського народу, проведеного урядом СРСР у 1932—1933 роках. Зокрема, за свідченням Марії Іванівни Шкребко (1927 р.н.), загинули у 1933 році від  голодомору її неповнолітні брати і сестра, які виховувалися в родині інваліда Першої світової війни:
- Бур'ян Дмитро Іванович (11 років);
- Бур'ян Микола Іванович (1 рік);
- Бур'ян Параска Іванівна (8 років).

Смерті дітей передувало виснаження, набряк ніг та тулуба, голодний психоз.
12 червня 2020 року, відповідно до розпорядження Кабінету Міністрів України № 730-р «Про визначення адміністративних центрів та затвердження територій територіальних громад Чернігівської області», Фастовецька сільська рада увійшла до складу Бахмацької міської громади Бахмацького району.
19 липня 2020 року, в результаті адміністративно-територіальної реформи та ліквідації Бахмацького району, село увійшло до складу Ніжинського району.
19 вересня 2024 року Верховна Рада підтримала перейменування села Перше Травня на Сонячне. 26 вересня 2024 року перейменування набуло чинності.